# KK Весов
KK Весов (лат. KK Librae) — одиночная переменная звезда в созвездии Весов на расстоянии (вычисленном из значения параллакса) приблизительно 11340 световых лет (около 3477 парсеков) от Солнца. Видимая звёздная величина звезды — от +14,6m до +12,8m.

## Характеристики
KK Весов — пульсирующая полуправильная переменная звезда (SR).